# Зала на народа
Залата на народа (на немски: Volkshalle – Фолксхале) е огромна сграда, проектирана от архитект Алберт Шпеер според изискванията на Адолф Хитлер.
Тя е трябвало да бъде символ на новата германска столица Welthauptstadt Germania. Дизайнът на Фолксхале е силно повлиян от Пантеона в Рим.

## Описание
Сградата е щяла да бъде най-голямата постройка в Берлин, несравнимо голяма по своите размери и символизъм. Общата ѝ височина е щяла да бъде близо 290 метра. Диаметърът на купола ѝ е 250 метра, с 46-метрова цилиндрична конструкция с колони на върха (за сравнение диаметърът на целия Пантеон в Рим е 43 метра). Пространството вътре е толкова голямо, че би могло да побере Айфеловата кула.
Конструкцията е щяла да се поддържа от гигантски стоманени греди, а външността на купола е трябвало да бъде облицована с мед. На върха на сградата е щял да стои орел, държащ не обичайната свастика, а Земното кълбо. Куполът отдолу е трябвало да символизира небето, което империята на Хитлер владее.
Капацитетът на сградата е щял да бъде приблизително 200 000 души. Арената във вътрешността ѝ е била планирана да има диаметър от 140 метра. В дъното на сградата е трибуната на Хитлер, зад която стои 24-метров орел. Самата арена е трябвало да бъде разделена на 3 нива, второто от които се крепи на 100 мраморни колони. На 3-то ниво се крепи самият купол.
Хитлер е вярвал, че с вековете Фолксхале ще се превърне в място на боготворене на националсоциалистическата идеология, подобно на базиликата „Св. Петър“ в Рим, символ на католицизма. Освен това домът на Хитлер в Берлин е щял да бъде свързан чрез криптопортик със Залата на народа.

## Евентуални проблеми
Много архитекти са критикували проекта, заявявайки, че конструкцията би имала сериозни проблеми. Сред тях е акустиката – според някои гласът на говорителя или ще бъде прекалено тих, за да се чуе от всички, или ще бъде толкова силен, че би предизвикал оглушаване.
Освен това се предполага, че в по-студено време дъхът на хората в сградата би се кондензирал, образувайки микроклимат под купола.
Друг проблем са били и блатистите почви на Берлин, които не могат да поддържат много високи постройки.
Докато излежава присъдата си след Нюрнбергския процес, Алберт Шпеер твърди, че е преодолял тези проблеми в проекта.